# Подвисоке-Єленевське
Подвисоке-Єленевське (пол. Podwysokie Jeleniewskie) — село в Польщі, у гміні Єленево Сувальського повіту Підляського воєводства.
Населення — 73 особи (2011).
У 1975-1998 роках село належало до Сувальського воєводства.

## Демографія
Демографічна структура станом на 31 березня 2011 року:
|          | Загалом | Допрацездатний вік | Працездатний вік | Постпрацездатний вік |
| -------- | ------- | ------------------ | ---------------- | -------------------- |
| Чоловіки | 40      | 13                 | 26               | 1                    |
| Жінки    | 33      | 9                  | 20               | 4                    |
| Разом    | 73      | 22                 | 46               | 5                    |